# Regiunea Fier
Regiunea Fier (albaneză: Qarku i Fierit) este una dintre cele 12 regiuni ale Albaniei. Conține districtele Fier, Lushnjë și Mallakastër, iar capitala sa este orașul Fier.